# Ibac
IBAC è un personaggio immaginario della Fawcett Comics e dei super cattivi della DC Comics, e nemico di Capitan Marvel. Creato dallo scrittore Otto Binder e dall'artista C.C. Beck, apparve per la prima volta in Captain Marvel Adventures n. 8 (6 marzo 1942).

## Biografia del personaggio
L'alter ego di IBAC è Stanley "Stinky" Printwhistle, un truffatore che nel tentativo di far saltare in aria un ponte, rimane coinvolto nell'esplosione. Viene salvato da Lucifero che gli offre la possibilità di diventare il suo campione in cambio della sua anima. Printwhistle accettò, e gli venne detto di pronunciare la parola magica "I.B.A.C.".facendolo, il fragile criminale con i capelli grigi, si trasforma in IBAC, un brutale mr. muscolo con i capelli rasati. Dicendo nuovamente "I.B.A.C.",IBAC si ritrasforma in Printwhistle. Dato che non è stato in grado di battere Capitan Marvel, Printwhistle non è stato obbligato a rendere la sua anima al diavolo, e divenne buono, ma con poca forza di volontà, il che verrà utilizzato più volte dai criminali a obbligarlo a trasformarsi nuovamente in IBAC.
Mentre Capitan Marvel è potenziato da sei figure mitologiche e bibliche,IBAC è potenziato da quattro dei più malvagi uomini che abbiano mai camminato sulla terra:'''I'''van il terribile, che gli fornisce il Terrore, Cesare ''B''orgia, che gli dà l'astuzia, ''A''ttila l'Unno, che gli dona la Ferocia e ''C''aligola, che sponsorizza la Crudeltà. In più, mentre Capitan Marvel si trasforma con il Fulmine, la trasformazione di IBAC è accompagnata dal potere di un mistico fuoco verde e zolfo.
Prima di Crisi sulle Terre infinite,IBAC era un membro della Società dei Mostri del Male, una squadra dei più grandi nemici di Capitan Marvel. Successivamente si è unito ai Villains United come membro della Società Segreta dei Super Cattivi.

### Un anno dopo
IBAC apparve in seguito nella serie i Segreti Sei, ancora nella Società, battendosi con Rag Doll (il nemico di Jay Garrick) per ordine della Società. Ragdoll scappò, lasciando IBAC ferito.
IBAC è visto tra i cattivi catturati in Salvation Run.

## Poteri e abilità.
IBAC possiede la super forza, l'agilità e l'invulnerabilità. Possiede anche qualche protezione dagli attacchi fisici ed energici.